# La Trêve (roman, 1960)
Pour les articles homonymes, voir La Trêve.
La Trêve (titre original en espagnol : La Tregua) est un roman de l'écrivain uruguayen Mario Benedetti publié en 1960. 

## Reconnaissance
- La Trêve est cité parmi « les cent meilleurs romans en espagnol du XXe siècle » sélectionnés par El Mundo (elmundolibro.com)[1].

## Adaptation cinématographique
- La tregua, film argentin réalisé par Sergio Renán (1974). Premier film argentin à avoir été nommé à l'Oscar du meilleur film en langue étrangère.

### Éditions
- Édition originale : La Tregua, 1960 (copyright : Nueva Imagen, 1979).
- Édition française : La Trêve, trad. Annie Morvan, Pierre Belfond, 1982.